# Déraillement du train de Corning
 (octobre 2021).
La mise en forme du texte ne suit pas les recommandations de Wikipédia : il faut le « wikifier ».
Les points d'amélioration suivants sont les cas les plus fréquents. Le détail des points à revoir est peut-être précisé sur la page de discussion.
- Les titres sont pré-formatés par le logiciel. Ils ne sont ni en capitales, ni en gras.
- Le texte ne doit pas être écrit en capitales (les noms de famille non plus), ni en gras, ni en italique, ni en « petit »…
- Le gras n'est utilisé que pour surligner le titre de l'article dans l'introduction, une seule fois.
- L'italique est rarement utilisé : mots en langue étrangère, titres d'œuvres, noms de bateaux, etc.
- Les citations ne sont pas en italique mais en corps de texte normal. Elles sont entourées par des guillemets français : « et ».
- Les listes à puces sont à éviter, des paragraphes rédigés étant largement préférés. Les tableaux sont à réserver à la présentation de données structurées (résultats, etc.).
- Les appels de note de bas de page (petits chiffres en exposant, introduits par l'outil «  Source ») sont à placer entre la fin de phrase et le point final[comme ça].
- Les liens internes (vers d'autres articles de Wikipédia) sont à choisir avec parcimonie. Créez des liens vers des articles approfondissant le sujet. Les termes génériques sans rapport avec le sujet sont à éviter, ainsi que les répétitions de liens vers un même terme.
- Les liens externes sont à placer uniquement dans une section « Liens externes », à la fin de l'article. Ces liens sont à choisir avec parcimonie suivant les règles définies. Si un lien sert de source à l'article, son insertion dans le texte est à faire par les notes de bas de page.
- La présentation des références doit suivre les conventions bibliographiques. Il est recommandé d'utiliser les modèles {{Ouvrage}}, {{Chapitre}}, {{Article}}, {{Lien web}} et/ou {{Bibliographie}}. Le mode d'édition visuel peut mettre en forme automatiquement les références.
- Insérer une infobox (cadre d'informations à droite) n'est pas obligatoire pour parachever la mise en page.

Pour une aide détaillée, merci de consulter Aide:Wikification.
Si vous pensez que ces points ont été résolus, vous pouvez retirer ce bandeau et améliorer la mise en forme d'un autre article.
Le déraillement du train de Corning (également connu sous le nom de déraillement du train de Gibson ) est un accident ferroviaire qui s'est produit à 5 h 21 le 4 juillet 1912, sur le Delaware, Lackawanna and Western Railroad à la gare de fret d'East Corning à Gibson à trois milles à l'est de Corning (État de New York), faisant 39 morts et 88 blessés,.

## Accident
A 3h50 le train de marchandises n°393  quitte Elmira avec 55 wagons chargés ; il connait des problèmes de vapeur et à 4h46 s'arrête sur une voie d'évitement à la gare de fret d'East Corning pour enquêter. Ce faisant, un attelage s'est rompu, laissant plusieurs voitures sur la ligne principale. La ligne est équipée de signaux automatiques de canton ; la présence d'un train dans le canton déclenche automatiquement les signaux sémaphores précédents ; le premier signal indique la prudence, le suivant le danger. De plus, comme il y avait du brouillard, le signaleur a placé deux détonateur sur la ligne pour protéger l'arrière du train..
Le train de voyageurs n° 9 allant de Hoboken, New Jersey, à Buffalo et Niagara Falls quitte Elmira à 4h47; il se compose de dix wagons tractés par deux locomotives. Il tient compte des signaux et s'arrête derrière le train de marchandises en panne. Le mécanicien du n° 9 a décide d'aider le train de marchandises et la locomotive de tête est dételée pour pousser les wagons détachés vers l'avant sur la voie de garage..
Pendant ce temps, le train n°11, un courrier express à huit voitures tiré par une locomotive de type Wootten, voyageant également de Hoboken à Buffalo, quitte Elmira à 5h00. Pour une raison quelconque, le mécanicien, William Schroeder, ignore les deux signaux, l'un d'avertissement et l'autre de danger et fonce à l'arrière du n°9 à une vitesse de 60 mph. La voiture arrière du n°9 est « complètement détruite », la suivante étant en acier, elle est moins endommagée seuls les "vestibules et les plates-formes des deux extrémités ont été écrasés", mais elle a été "arrachée de ses bogies et a télescopé la troisième voiture (en bois) sur les deux tiers de sa longueur". Tous les wagons de courrier express, à l'exception de deux, ont déraillé, faisant tomber les poteaux télégraphiques des deux côtés de la voie ; provoquant un délai d'une heure avant que la nouvelle de la catastrophe n'atteigne Corning. Pendant ce temps, des hordes de spectateurs se sont rassemblées, empêchant l'accès ultérieur des équipes médicales et de secours. Un train de secours spécial arrive d'Elmira à 7 heures du matin transportant des médecins et des infirmières, mais à 9 heures du matin, les blessés sont toujours piégés dans l'épave.

## Enquête et investigation
Lors de l'enquête du coroner, il a été révélé que 95 % des victimes avaient eu le crâne fracturé, la conclusion étant qu'elles avaient passé la tête par les fenêtres pour tenter de connaitre la cause du retard. L'enquête a également révélé que le mécanicien Schroeder semblait ivre le matin de l'accident, à 0h30. De plus, il était en retard au travail ce matin-là, n'apparaissant qu'après que deux hommes aient été envoyés pour le réveiller. Schroeder a nié être ivre, déclarant qu'il avait bu deux gins "comme médicament". L'enquête s'est terminée le 17 juillet 1912, acquittant la Lackawanna Railroad mais tenant le mécanicien Schroeder pour responsable de l'accident.
L'enquête de l'ICC, publiée le 30 juillet 1912, portait sur les raisons pour lesquelles le n° 11 ne s'était pas arrêté. Schroeder a déclaré que le brouillard était très épais à l'approche d'East Corning et qu'"il n'a pu distinguer les signaux qu'en les observant très attentivement, parfois on ne pouvait pas les voir à une distance d'une longueur de wagon". Il a également admis qu'en raison de problèmes avec les injecteurs de vapeur, il n'était "pas constamment à l'affût des signaux" et n'a pas vu le signal d'avertissement, la fusée ou le signaleur ; il n'a pris conscience du train qui le précédait que lorsqu'il se trouvait à 150 pieds de celui-ci. Un membre de la Commission de la fonction publique de New York a déclaré : "Les règles des chemins de fer sont très strictes. Les mécaniciens sont tenus de connaître l'emplacement de chaque signal. Cela fait partie de leur travail. Il est de leur devoir d'observer chaque signal, si pour une raison quelconque, ils ne peuvent pas ou ne voient pas le signal au moment où le train passe, il est de leur devoir de le considérer comme un signal de danger et d'arrêter le train".
L'enquête a également critiqué l'agent de signalisation du n° 9, car contrairement à l'agent de signalisation du train de marchandises, il n'a pas déployé de détonateur sur la voie (dans son témoignage, il a déclaré que lorsqu'il a entendu le n° 11 approcher, il a allumé une fusée et l'a placée du côté de la voie où se trouvait le mécanicien et a également signalé le train qui arrivait avec un drapeau rouge, mais le mécanicien regardait de l'autre côté de la locomotive et ne l'a pas remarqué).
Mais en plus d'attribuer la responsabilité à des individus, l'enquête a également formulé un certain nombre de recommandations. La réglementation régissant l'utilisation des torpilles doit être clarifiée car elle repose trop sur le jugement du personnel ferroviaire. La signalisation automatique des blocs aurait fourni une protection beaucoup plus grande si les blocs se chevauchaient ; ce qui signifie que la protection aurait été assurée par deux signaux d'arrêt (plutôt qu'un seul) ainsi que par l'avertissement, donc un signal manqué n'aurait pas alors entraîné une catastrophe. Enfin, la sécurité des voitures tout en acier a été soulignée par rapport à la construction en bois car seules deux personnes ont été tuées dans la voiture en acier, « la substitution de tout l'équipement en acier pour l'équipement en bois dans le service de passagers à grande vitesse doit être requise le plus tôt possible ».